# تمرینات اینتروال
تمرینات اینتروال (به انگلیسی: Interval Training) یا تمرینات تناوبی، ممکن است به عنوان وهله‌های تکراری فعالیت ورزشی کوتاه مدت تا متوسط (30 ثانیه تا 5 دقیقه) تعریف شود که با وهله‌های استراحت در بین آنها، اجرا می‌شوند. دوره‌های ریکاوری بین تمرین‌ها ممکن است فعال و یا غیرفعال باشد اما مدت زمان اختصاص یافته برای تسهیل برگشت به حالت اولیه کافی نیست. دلیل منطقی پایه برای تمرینات اینتروال، این است که اجزای فیزیولوژیکال ویژه‌ی مورد استفاده در یک رویداد ورزشی بالاتر و فراتر از سطح مورد استفاده در طول رقابت، همواره تحت تنش قرار گیرند، به عبارت دیگر این عمل باعث سازگاری و آداپته‌شدن خواهد شد.
در مقابل این تمرینات، تمرینات تداومی قرار دارند.